# Cantone di Cuenca
Il cantone di Cuenca è un cantone dell'Ecuador è un'entità territoriale sub-nazionale e si trova nella provincia di Azuay. Con 591.996 abitanti, secondo le proiezioni per il 2016, è il terzo cantone più popoloso Ecuador.
Il capoluogo del cantone è Cuenca.

## Società

### Evoluzione demografica
Gruppi etnici swecondo il censimento ecuadoriano del 2010:
- Mestizo  89.7%
- Bianchi  5.7%
- Afro-Ecuadoriani  2.2%
- Indigeni dell'Ecuador  1.8%
- Montubio  0.4%
- Altro   0.2%

## Suddivisioni territoriali
Il Cantone è suddiviso in parrocchie. Il settore urbano della città di Cuenca è formato dai seguenti 15 parrocchie:
| Parrocchie urbane       | Parrocchie urbane  | Parrocchie urbane |
| ----------------------- | ------------------ | ----------------- |
|                         | 1. San Sebastián   | 10. Huayna Capac  |
| 2. El Batán             | 11. Hermano Miguel |                   |
| 3. Yanuncay             | 12. El Vecino      |                   |
| 4. Bellavista           | 13. Totoracocha    |                   |
| 5. Gill Ramírez Dávalos | 14. Monay          |                   |
| 6. El Sagrario          | 15. Machángara     |                   |
| 7. San Blas             |                    |                   |
| 8. Cañaribamba          |                    |                   |
| 9. Sucre                |                    |                   |

Il territorio rurale del cantone è divisa in 21 parrocchie:
| parrocchie rurali                            | parrocchie rurali                   | parrocchie rurali |
| -------------------------------------------- | ----------------------------------- | ----------------- |
|                                              | 1. Molleturo                        | 12. Ricaurte      |
| 2. Chaucha                                   | 13. Urban parishes                  |                   |
| 3. Sayausí                                   | 14. Paccha                          |                   |
| 4. Chiquintad                                | 15. Nulti                           |                   |
| 5. Checa (o Santa Ana de los Ríos de Cuenca) | 16. Turi                            |                   |
| 6. San Joaquín                               | 17. El Valle                        |                   |
| 7. Baños                                     | 18. Santa Ana                       |                   |
| 8. Sinincay                                  | 19. Tarqui                          |                   |
| 9. Octavio Cordero Palacios (o Santa Rosa)   | 20. Victoria del Portete (o Irquis) |                   |
| 10. Sidcay                                   | 21. Cumbe                           |                   |
| 11. Llacao                                   | 22. Quingeo                         |                   |